# آندریا روسا ده آندراده
آندریا روسا ده آندراده (پرتغالی: Andréia Rosa de Andrade؛ زادهٔ ۸ ژوئیهٔ ۱۹۸۴) بازیکن فوتبال اهل برزیل است.
وی همچنین در تیم ملی فوتبال زنان برزیل بازی کرده‌است.
وی در مسابقات کشوری و بین‌المللی در مجموع برندهٔ ۱ مدال نقره شده‌است.